# Ihor Tyszczenko
Ihor Serhijowycz Tyszczenko, ukr. Ігор Сергійович Тищенко (ur. 11 maja 1989 we Władywostoku) – ukraiński piłkarz rosyjskiego pochodzenia występujący na pozycji pomocnika. Były reprezentant Ukrainy do lat 21.

## Kariera klubowa
Tyszczenko rozpoczął swoją karierę w Illicziwcu Mariupol. Początkowo występował wyłącznie w zespole rezerw, dlatego też na początku 2008 roku wypożyczono go do Feniksa Kalinine. Pół roku później powrócił do Illicziwecia i 9 maja 2009 roku zadebiutował w barwach pierwszej drużyny podczas wygranego 2:0 spotkania z Krywbasem Krzywy Róg. W lipcu 2013 roku na zasadzie wolnego transferu przeszedł do Karpat Lwów. 28 lutego 2014 roku został zawodnikiem Arki Gdynia. 25 lipca 2014 przeszedł do Olimpika Donieck. 14 sierpnia 2015 kontrakt za obopólną zgodą został rozwiązany. 25 lutego 2016 podpisał kontrakt z Śląskiem Wrocław, w którym grał do czerwca 2016. 21 lipca 2016 powrócił do Illicziwca Mariupol.